# Wasserschloss Fessenbach
Das Wasserschloss Fessenbach ist ein ehemaliger Freiadelssitz etwa anstelle einer abgegangenen Wasserburg und späteres Hofgut im Nordwesten von Fessenbach (Im Ries), einem heutigen Stadtteil von Offenburg im Ortenaukreis in Baden-Württemberg.
Die 1245 erwähnte Burg wurde wohl von den Herren von Riese erbaut. Als weitere Besitzer des Anwesens werden u. a. Konrad von Riese, Herren von Ortenberg, von Mollenkopf, 1684 das Benediktinerkloster Gengenbach und im 19. Jahrhundert die Familie von Seebach genannt. Der heutige Rieshof zeigt einen eingeschossigen langgestreckten Bau mit Walmdach.